# مقياس رانكين المعدل
يعتبر مقياس رانكين المعدل (mRS) هو مقياس شائع يستخدم في قياس درجة العجز أو الاعتمادية في الأنشطة اليومية لمن يعانون من سكتة دماغية أو غيرها من الأمراض التي ينتج عنها إعاقة عصبية، وأصبح مقياس النتائج السريرية الأوسع استخدامًا في التجارب السريرية للمصابين بالسكتة الدماغية، صنع هذا المقياس في الأصل الدكتور جون رانكين في عام 1957 الذي كان يعمل في مستشفى ستوب هيل غلاسكو في أسكتلندا، وعدله لأول مرة حتى وصل لشكله المقبول مجموعة الحالي الدكتور س. وارلو في المستشفى الغربي العام في إدنبره في دراسة حول نوبة نقص تروية الدم العابرة (سكتة دماغية خفيفة) بالمملكة المتحدة في نهاية ثمانينيات القرن العشرين. وأول مرة يُنشر فيها مقياس رانكين المعدل نشره سويتين وآخرون، في عام 1988 وأول من نشر تحليلاً لما أجمع عليه الفاحصون لمقياس رانكين المعدل.
يمكن تحسين مصداقية ما اتفق عليه الفاحصين حول مقياس رانكين المعدل mRS بإجراء استبيان منظم من خلال عملية المقابلة وإجراء عملية تدريب متعددة الوسائط لمتدربين مقيمين. ووضع نظام التدريب على مقياس رانكين المعدل مجموعة الأستاذ الدكتور ك. لييز في جامعة غلاكسو وهو متاح على الإنترنت. ومؤخرًا تم تطوير العديد من الأدوات من أجل إجراء تحديد أكثر منهجية لمقياس رانكين المعدل-SI، وRFA، وmRS-9Q. ومقياس رانكين المعدل-9Q في المجال العام متاح مجانًا على شبكة الإنترنت على الموقع www.modifiedrankin.com.

## مقياس رانكين المعدل (mRS)
المقياس مدرج من 0-6، بداية من الصحة السليمة دون وجود أي أعراض لأمراض وحتى الموت.
- 0 - لا توجد أعراض.
- 1 - لا يوجد عجز كبير. يستطيع إنجاز كافة الأنشطة المعتادة على الرغم من وجود بعض الأعراض.
- 2 - عجز طفيف. قادر على القيام بشئونه الخاصة دون مساعدة، لكن لا يستطيع القيام بكافة الأنشطة السابقة.
- 3 - عجز متوسط. يحتاج إلى بعض المساعدة لكنه يستطيع السير دون مساعدة.
- 4 - عجز متوسط الشدة. لا يستطيع تلبية احتياجاته الجسدية دون مساعدة ولا يستطيع السير دون مساعدة.
- 5 - عجز شديد. يحتاج إلى رعاية تمريض مستمرة وعناية ويكون طريح الفراش ومصابًا بالسلس.
- 6 - ميت.